# Sport athlétique Gazinet-Cestas (tennis de table)
Pour le club omnisports, voir Sport athlétique Gazinet-Cestas.
Le SAG Cestas section tennis de table est un club pongiste français basé à Cestas en Gironde.

## Historique
Le club de tennis de table de Cestas a été créé en 1969. Il a rejoint le club omnisports, le Sport athlétique Gazinet-Cestas, en 1975. L'équipe première masculine de tennis de table évolue au plus haut niveau national depuis 1988 et a permis de lancer dans le « grand bain » de jeunes joueurs prometteurs : Christophe Legoût, Armand Phung, Sébastien Jover et Michel Martinez. Les rencontres se disputent au Complexe Sportif de Bouzet à Cestas. Le président actuel du SAGCTT est Michel Lacomme élu en 2002, réélu en 2008.
Le club est en proie à des difficultés financières dès l'été 2010et à la fin de la saison 2011-2012, accusant un déficit de 40 000€, le club renonce au haut-niveau et est rétrogradé en nationale 1.

## Effectif Pro A 2011-2012
À noter qu'il s'agira de la 24e et dernière saison des Girondins à ce niveau du fait de difficultés financières. L'équipe s'est également qualifiée pour les demi-finale de l'ETTU Cup.
- Lin Ju (n°59 mondial),  République dominicaine
- Liu Song, (n°75 mondial),  Argentine
- Ľubomír Pištej (n°122 mondial),  Slovaquie
- Dany Lo (n°259 mondial),  France

Manager général : Manuel Peñarroya,  France

## Palmarès

### Individuel
- 1988 : Patrick Birocheau licencié au SAG Cestas participe aux J.O. de Séoul (Corée du Sud)
- 1992 : Nicolas Châtelain licencié au SAG Cestas participe aux J.O. de Barcelone (Espagne)
- 1994 : Christophe Legout licencié au SAG Cestas devient Champion d'Europe par équipes avec la France
- 1996 : Damien Éloi licencié au SAG Cestas participe aux J.O. d'Atlanta  (États-Unis)
- 2000 : Matthew Syed, Kōji Matsushita et Tsiokas Ntaniel licenciés au SAG Cestas participent aux J.O. de Sydney (Australie)
- 2004 : Liu Song, et Finn Tugwell licenciés au SAG Cestas participent aux J.O. d'Athènes (Grèce)
- 2008 : Liu Song, et Lin Ju licenciés au SAG Cestas participent aux J.O. de Pékin (Chine)

### Par équipes
- Ligue des Champions :
  - Phase de Poules en 2006 et 2008
- ETTU Cup/Coupe Nancy-Evans :
  - Demi-finaliste en 2007 et 2012
  - Quart de finaliste en 1994, 1999, 2001
- Première Division :
  - Vice-Champion en 1992 et 1997
  - Troisième en 1999, 2005, 2007 et 2008
- Deuxième Division :
  - Vice-Champion en 1988
- Interclubs Régionaux Jeunes (7) :
  - De 1998 à 2002, 2007, 2008

- Quatre accessions consécutives de 1985 à 1988 de la Nationale 4 à la Nationale 1
- Première participation à la Coupe d'Europe Nancy-Evans en 1991
- Le SAG Cestas remporte l'open international par équipes d'Abbeville en 2008 devant les équipes d'Este (Pro A Italie), Falkenberg (Pro A Suède) et Söderhamn (Pro A Suède).

## Bilan par saison
| Saison  | Championnat   | Cl      | Pts | J  | V  | N | D | Pp | Pc | Diff | Parcours en Coupe d'Europe                |
| ------- | ------------- | ------- | --- | -- | -- | - | - | -- | -- | ---- | ----------------------------------------- |
| 2011-12 | Pro A         | 7e      | 32  | 18 | 5  | 4 | 9 | 44 | 54 | -10  | Demi-finaliste de l'ETTU Cup              |
| 2010-11 | Pro A         | 7e      | 35  | 18 | 5  | 7 | 6 | 44 | 51 | -7   | 3e tour de l'ETTU Cup                     |
| 2009-10 | Pro A         | 5e      | 36  | 18 | 7  | 4 | 7 | 49 | 49 | 0    | 8e de finale de l'ETTU Cup                |
| 2008-09 | Pro A         | 5e      | 36  | 18 | 6  | 6 | 6 | 48 | 49 | -1   | 16e de finale de l'ETTU Cup               |
| 2007-08 | Pro A         | 3e      | 43  | 18 | 10 | 5 | 3 | 58 | 39 | +19  | 8e de finale de la Ligue des champions    |
| 2006-07 | Pro A         | 3e      | 38  | 18 | 6  | 8 | 4 | 49 | 46 | +3   | Demi-finaliste de l'ETTU Cup              |
| 2005-06 | Pro A         | 7e      | 38  | 18 | 7  | 6 | 5 | 54 | 52 | +2   | Phase de groupe de la Ligue des champions |
| 2004-05 | Pro A         | 3e      | 43  | 18 | 11 | 3 | 4 | -  | -  | -    | 8e de finale de l'ETTU Cup                |
| 2003-04 | Pro A         | 5e      | 19  | 12 | 2  | 3 | 7 | 23 | 39 | -16  | 8e de finale de l'ETTU Cup                |
| 2002-03 | Superdivision | 5e      | 26  | 14 | 6  | - | 8 | -  | -  | -    | 2e phase de groupe de l'ETTU Cup          |
| 2001-02 | Superdivision | 4e      | 32  | 14 | 9  | - | 5 | -  | -  | -    | 16e de finale de l'ETTU Cup               |
| 2000-01 | Superdivision | 5e      | 24  | 14 | 5  | - | 9 | -  | -  | -    | Quart de finale de l'ETTU Cup             |
| 1999-00 | Superdivision | 6e      | 24  | 14 | 5  | - | 9 | 33 | 42 | -9   | 8e de finale de l'ETTU Cup                |
| 1998-99 | Superdivision | -       | -   | -  | -  | - | - | -  | -  | -    | Quart de finale de l'ETTU Cup             |
| 1997-98 | Superdivision | -       | -   | -  | -  | - | - | -  | -  | -    | 16e de finale de l'ETTU Cup               |
| 1996-97 | Superdivision | Dauphin | -   | -  | -  | - | - | -  | -  | -    | 8e de finale de l'ETTU Cup                |
| 1995-96 | Superdivision | -       | -   | -  | -  | - | - | -  | -  | -    | 8e de finale de l'ETTU Cup                |
| 1994-95 | Superdivision | -       | -   | -  | -  | - | - | -  | -  | -    | 8e de finale de l'ETTU Cup                |
| 1993-94 | Superdivision | -       | -   | -  | -  | - | - | -  | -  | -    | Quart de finale de l'ETTU Cup             |
| 1992-93 | Superdivision | -       | -   | -  | -  | - | - | -  | -  | -    | 16e de finale de l'ETTU Cup               |
| 1991-92 | Superdivision | Dauphin | -   | -  | -  | - | - | -  | -  | -    | 2e tour de l'ETTU Cup                     |
| 1990-91 | Superdivision | -       | -   | -  | -  | - | - | -  | -  | -    | 1er tour de l'ETTU Cup                    |